# قمر جاويد باجوا
قمر جاويد باجوا (بالأردية: قمر جاويد باجوہ؛ من مواليد 11 نوفمبر 1960) هو جنرال باكستاني متقاعد من فئة الأربع نجوم شغل منصب الرئيس العاشر لأركان الجيش الباكستاني من 29 نوفمبر 2016 إلى 29 نوفمبر 2022. في عام 2018، احتل المرتبة 68 في قائمة فوربس لأقوى الأشخاص في العالم.
أصله من جاخار ماندي، جوجرانوالا، ولد باجوا لعائلة جات بنجابية من عشيرة باجوا في كراتشي. تلقى باجوا تعليمه في كلية FG Sir Syed وكلية جوردون الحكومية في راولبندي قبل انضمامه إلى الأكاديمية العسكرية الباكستانية في عام 1978. تم تكليف باجوا في عام 1980 في الكتيبة 16 من فوج البلوش. قبل تعيينه رئيسًا لأركان الجيش، خدم في المقر العام كمفتش عام للتدريب والتقييم من سبتمبر 2015 إلى نوفمبر 2016 وقائدًا ميدانيًا للفيلق العاشر من أغسطس 2013 إلى سبتمبر 2015 وهو المسؤول عن المنطقة الواقعة على طول خط السيطرة الفعلية في كشمير. بالإضافة إلى ذلك، خدم كعميد في بعثة الأمم المتحدة في الكونغو وقائد لواء في عام 2007.
مع اقتراب نهاية حياته المهنية كرئيس للجيش، تم تسريب تفاصيل الضرائب لأفراد عائلة باجوا، والتي اعترفت الحكومة الباكستانية بأنها "تسريب"، إلى الصحافة، مدعيةً زيادة المليارات طوال فترة ولايته.
خلال فترة ولايته، وصل التدخل العسكري في الجهاز السياسي الباكستاني إلى مستوى جديد، على الرغم من ادعاءات باجوا بأنه يظل غير سياسي.